# Lilian Laslandes
Lilian Laslandes (Pauillac, 4 de setembro de 1971) é um ex-futebolista francês que atuava como atacante.
De origem basca, Laslandes iniciou sua carreira no Saint-Seurin, em 1991. Em sua única temporada nos "pinguins", marcou dez gols em 33 jogos. Seu desempenho foi suficiente para que o Auxerre contratasse o atacante no ano seguinte. A aposta no atleta foi certeira: entre 1992 e 1997, Laslandes disputou 145 jogos e marcou 49 gols.
Fora dos planos do Auxerre para 1997, foi contratado pelo Bordeaux em uma transferência livre. Somando todas as competições que os girondinos participaram, Laslandes atuou em 154 partidas até 2001, marcando 57 gols. O ponto alto de sua trajetória no clube foi a conquista da Ligue 1 de 1998-99.

## Aventura no futebol inglês e alemão
Em 2001, o Sunderland procurava um substituto para o veterano irlandês Niall Quinn, já em final de carreira. O técnico Peter Reid sugeriu a contratação de Laslandes, cuja transferência alcançou 3,6 milhões de libras. Com problemas de adaptação (e de relacionamento com Reid), Laslandes teve passagem curta pelos "Black Cats" durou pouco: foram apenas 13 jogos e um gol marcado, contra o Sheffield Wednesday, pela Copa da Liga Inglesa.
Emprestado ao Köln em 2002, o atacante viveu seu pior momento na carreira: foram apenas sete jogos disputados e nenhum gol, feito inédito em sua carreira. Além da má-fase técnica, Laslandes teve que conviver com uma provocação da própria torcida, que colocou nele o apelido de "LaslandesLiga", quando ele ficou cinco jogos sem marcar gols. Sem clima para continuar defendendo o Köln, restou a Laslandes voltar para a França.

## Recuperação no Bastia
Ainda em 2002, sem espaço no Köln, Laslandes foi reemprestado pelo Sunderland ao Bastia, e foi na equipe da Alta Córsega que ele recuperou seu futebol: marcou oito gols em 32 partidas. O Bastia optou em não contratá-lo em definitivo e o atacante regressou ao Sunderland, chegando a participar da pré-temporada. Alegando que ele não tinha muito futuro no clube, o Sunderland o liberou de seu contrato.

## Final de carreira
Liberado pelo Sunderland, Laslandes assinou com o Nice numa transferência sem custos. Em sua primeira temporada pelos rubro-negros, atuou em 38 partidas e marcou dez gols. Desempenho suficiente para o Bordeaux repatriar o veterano atacante em 2004. Longe de sua melhor forma, Laslandes ainda marcou nove gols em 53 partidas.
Em janeiro de 2007, Laslandes deixa novamente o Bordeaux e volta a defender o Nice, onde encerra sua carreira profissional após atuar em 23 partidas e fazer quatro gols.
Voltou a jogar em 2009, pelo time amador do Pointe du Médoc, encerrando de vez sua carreira futebolística aos 38 anos. Hoje dedica-se ao handebol.

## Seleção
Pela Seleção Francesa de Futebol, Laslandes atuou em sete partidas entre 1997 e 1999, marcando três gols.
```
Esteve cotado para disputar a 
Copa de 1998
 e a 
Eurocopa de 2000
, mas não foi convocado para nenhuma das duas competições.
```

## Títulos

### Com o Auxerre
- Ligue 1: 1 (1995-96)
- Copa da França: 2 (1994 e 1996)

### Com o Bordeaux
- Ligue 1: 1 (1998-99)